# Pelotillehue
Pelotillehue es una ciudad ficticia dentro del mundo de la historieta chilena Condorito, y donde viven la mayoría de sus personajes.

## Descripción
Pelotillehue es una ciudad que varía entre un pueblo pequeño y una gran metrópolis, ubicada en Chile, entre los pueblos o ciudades de Cumpeo y Buenas Peras (su ciudad antagonista). El periódico oficial de Pelotillehue es El Hocicón, cuyo eslogan es "Diario pobre pero honrado", mientras que el de Buenas Peras es El Cholguán, cuyo eslogan es "Tabloide firme y veraz".

### Creación
Las primeras historias de Condorito que se publicaron en Okey a partir de 1949 transcurrían principalmente en Santiago de Chile. La primera mención de Pelotillehue ocurrió en un chiste publicado en Okey N°320 (17 de septiembre de 1955), republicado posteriormente en la revista Condorito N.º 2 (1956). Curiosamente, la ciudad de Buenas Peras fue mencionada mucho antes, en un chiste que apareció en Okey N°200 (30 de mayo de 1953), republicado en Condorito N.º 5 (1959).
La creación de Pelotillehue se habría basado en la descripción de las características comunes que están presentes en los pueblos semirrurales chilenos existentes en la zona centro-sur de ese país. Con el paso del tiempo y los posteriores lugares descritos en los chistes usados, harían que este pueblo imaginario llegara a transformarse en una gran ciudad, con rasgos que recuerdan tanto a Santiago como a Concepción, ciudad natal de Pepo, el creador de Condorito, e incluso en una verdadera nación independiente.
Al respecto, igualmente existe la convicción en Chile de que Pelotillehue y Buenas Peras estarían inspirados en las ciudades chilenas de Linares y Yerbas Buenas; también podrían estar inspiradas en las ciudades de Curicó y Molina, un poco al norte de Cumpeo.